# Youth Jazz & Rock Festival
Youth Jazz & Rock Festival je trodnevni muzički festival koji za cilj ima prezentaciju novih mladih izvođača i bendova sa područja Balkana u organizaciji omladine iz Subotice. Program karakteriše široka selekcija sa akcentom na Jazz i Rock&Roll muzičke pravce i njihove varijacije.

## Istorija
Prvi Youth Jazz & Rock Festival nastao je sa idejom da upotpuni kulturno-umetnički program koji je u koraku sa vremenom i razvojem muzičkog izraza. Prvobitni koncept festivala bio je zasnovan na kombinovanju „džez večeri” i „rok večeri”, te su u skladu sa time nastupali izvođači čiji se izražaj uklapa u razne potkategorije navedenih žanrova. Lista dosadašnjih festivalskih izvođača sastoji se od nagrađivanih mladih džez autora, kao i nosilaca nove domaće rok scene: 
- Katarina Kochetova Trio (Beograd, Beč)
- Ethno Jazz Orchestra (Čačak, Beograd)
- Nikola Spasojević Quartet (Roterdam)
- Bojan Cvetković Quartet (Beograd)
- Ivan Jovanović Trio (Vršac)
- Leni & Lulu (Subotica)
- Abazija Quintet (Subotica)
- Šajzerbiterlemon (Beograd)
- Viktor Tumbas Quartet (Sombor, Beograd)
- Projections (Subotica)
- Gazorpazorp (Beograd)
- Vizelj (Beograd)

## Izdanje 2021
Četvrto izdanje Youth Jazz & Rock Festivala održaće se 6, 7. i 8. avgusta 2021. godine na već tradicionalnom mestu održavanja, letnjoj pozornici i bašti bioskopa Abazija, na Paliću. Novina za ovu godinu je letnja pozornica bioskopa Abazija na kojoj će nam se predstavljati izvođači pored dobro poznate letnje bašte u kojoj će vam društvo praviti odabrani DJ-evi. Uz umetničku podršku „Evropskog filmsog festivala Palić” festival je poprimio eklektičan oblik sa dodatnim programom kao što su „Silent Movie Night” i radionice sa gostujućim muzičarima.
|                  | 06.08                                                       | 07.08.                              | 08.08.                                             |
| ---------------- | ----------------------------------------------------------- | ----------------------------------- | -------------------------------------------------- |
| Letnja pozornica | 220 V Power Trio Veliko & Frikardo Gorica & The Grooveheadz | Stroberiz Nikola Radonjić Drumbooty | Leni & Lulu ? – Eroteme Monah Marcell Roncsák Trio |
| Bašta            | Overtone Funk DJ                                            | Timbe DJ                            | Nino Šebelić DJ                                    |